# Gynodiastylis nitida
Gynodiastylis nitida är en kräftdjursart som beskrevs av Hiroshi Harada 1962. Gynodiastylis nitida ingår i släktet Gynodiastylis och familjen Gynodiastylidae. Inga underarter finns listade i Catalogue of Life.